# Première Nation de Sandy Lake
Pour les articles homonymes, voir Sandy Lake.

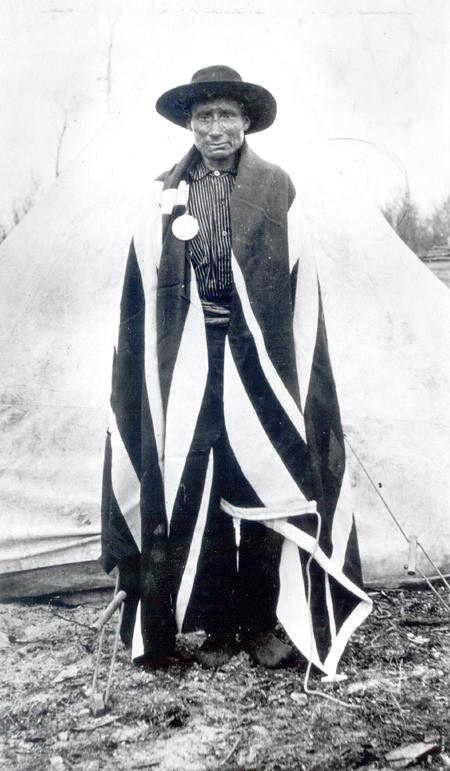
Le chef Robert Fiddler, chef de la Première Nation de Sandy Lake lors de la signature des traités

La Première Nation de Sandy Lake (Negaw-zaaga'igani Nitam-Anishinaabe ou ᓀᑲᐤ ᕊᑲᐃᑲᓂᐣ᙮ en oji-cree) est une Première Nation ojibwée du Nord de l'Ontario au Canada. Elle possède une réserve, Sandy Lake 88, située dans l'Ouest du Nord de l'Ontario dans le district de Kenora à 227 km au nord-est de Red Lake. En décembre 2015, elle avait une population totale enregistrée de 3 034 membres. Elle est signataire du Traité 5 et fait partie de la Nishnawbe Aski Nation.

## Clans
La Première Nation de Sandy Lake comprend cinq clans (doodems (en)) : Suckers, Pelicans, Crane, Caribou et Sturgeon.

## Géographie

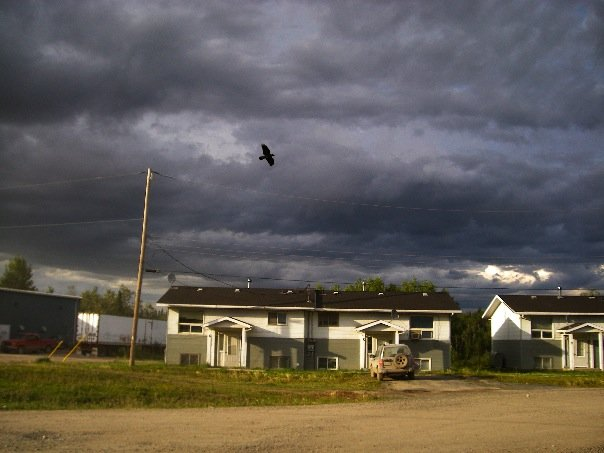
Sandy Lake 88

La Première Nation de Sandy Lake possède une réserve : Sandy Lake 88. Celle-ci couvre une superficie de 45,69 km2 et est située dans l'Ouest du Nord de l'Ontario dans le district de Kenora. Elle est comprend sept quartiers divisés en cinq districts : Airport / Centre, Big Rock / Ghost Point, Old Sawmill, River et Roman Catholic.

## Gouvernement
La Première Nation de Sandy Lake est gouvernée par un conseil élu composé d'un chef, d'un chef ajoint et de huit conseillers.

## Services
Le service de police de Sandy Lake 88 est opéré par le Nishnawbe-Aski Police Service (en).

## Annexe